# アンゲリーナ・ラザレンコ
アンゲリーナ・ラザレンコ（Angelina Lazarenko、1998年4月13日 - ）は、ロシアの女子バレーボール選手。ポジションはミドルブロッカー。ロシア代表。

## 来歴
1998年、ロシアのサラトフ出身。12歳のときにモスクワへ移った後、バレーボールを始める。2015年にザレチエ・オジンツォボに入団し、プロとしてのキャリアをスタートさせる。同年のユース欧州選手権で優勝へ導き、自身もMVPとベストミドルブロッカー賞に選ばれた。2017年にロシア代表に初選出される。同年8月のユニバーシアードで金メダルを獲得した。2019年のワールドカップに出場した。

## 球歴
- ワールドカップ - 2019年
- 欧州選手権 - 2019年
- ネーションズリーグ - 2018年、2019年

## 受賞歴
- 2015年　ユース欧州選手権　MVP、ベストミドルブロッカー賞
- 2016年　U19欧州選手権　ベストミドルブロッカー賞

## 所属クラブ
- ザレチエ・オジンツォボ（2015-2017年）
- ヴォレロ・チューリッヒ（2017-2018年）
- Volero Le Cannet（2018-2019年）
- ディナモ・クラスノダール（2019-2021年）
- ディナモ・カザン（2021-2024年）
- ディナモ・モスクワ（2024年-）